# Jay Asher
Jay Asher (Arcadia, Califórnia, 30 de setembro de 1975) é um escritor norte-americano de romances contemporâneos para adolescentes. Ele é mais conhecido por escrever Thirteen Reasons Why.

## Biografia
Asher nasceu em Arcadia, Califórnia, em 30 de setembro de 1975. Frequentou a California Polytechnic State University, em San Luis Obispo, tendo desistido no seu primeiro ano, para prosseguir a sua carreira como escritor. Casou-se com Joan Marie em 7 de setembro de 2002. [carece de fontes?] Trabalhou em diversos locais, inclusive como vendedor numa loja de sapatos, em bibliotecas e livrarias. Muitas das experiências de trabalho de Asher influenciaram alguns aspectos da sua escrita.

## Carreira
Asher publicou três livros, nomeadamente em português como: Os Treze Porquês, em 2007, considerado pelo New York Times como o romance best-seller de jovens; O Futuro de Nós Dois, co-escrita com Carolyn Mackler; e Aquela Luz.
Asher escreveu vários livros de imagens e romances de humor de ensino secundário. Thirteen Reasons Why ganhou vários prémios e recebeu cinco estrelas do Teen Book Review. Ele também recebeu elogios de colegas autores, tais como Ellen Hopkins, Sherman Alexie, Chris Crutcher, e Gordon Korman.
Asher é um fã da série How I Met Your Mother. Ele a cita como uma grande influência no seu trabalho.
A Netflix lançou uma série com base no romance de Asher, 13 Reasons Why, tendo Selena Gomez como produtora executiva, em 31 de Março de 2017.
Em fevereiro de 2018, a Society of Children's Book Writers and Illustrators (SCBWI) anunciou que tinha expulso Asher, em 2017, após denúncias de assédio sexual. Asher contestou as acusações e disse que deixou o SCBWI voluntariamente.

## Trabalhos publicados
- Os Treze Porquês (2007) Esta é a história de Hannah Baker, uma menina que morre por suicídio. Ela revela as treze razões para a sua decisão numa série de várias fitas de áudio enviado a um colega com instruções para passá-las de um aluno para outro, no estilo de uma carta em cadeia. Através da voz gravada de Hannah, os seus colegas aprendem as razões pelas quais ela decidiu tirar a sua própria vida. Além de Hannah, o leitor também vê a história através dos olhos de Clay Jensen, um dos destinatários das fitas.
- O Futuro de Nós Dois (2011). Foi co-escrito com Carolyn Mackler. Esta é a história de Josh e Emma, dois adolescentes que costumavam ser melhores amigos, até um enorme mal-entendido. Em 1996, Josh ajuda Emma a configurar a sua internet, apenas para descobrir o Facebook - antes de ter sido inventado. Lá, eles podem ver-se a si mesmos 15 anos no futuro, atualizações de status, de informações, de amigos, etc. Usando o Facebook, eles são capazes de mudar os seus destinos.
- Aquela Luz (2016). A família de Sierra gera uma fazenda de árvores de Natal em Oregon - é um local idílico para uma menina crescer acima, excepto o fato de que anualmente eles têm que arrumar as malas e se mudarem para a Califórnia para instalarem as suas árvores de Natal para a temporada. Assim Sierra vive duas vidas: a sua vida no Oregon, e a sua vida no Natal. E sair de uma vida significa perder outra. Até este Natal específico, quando Sierra conhece Caleb, e a sua vida começa a eclipsar a outra.